# Franklin Templeton

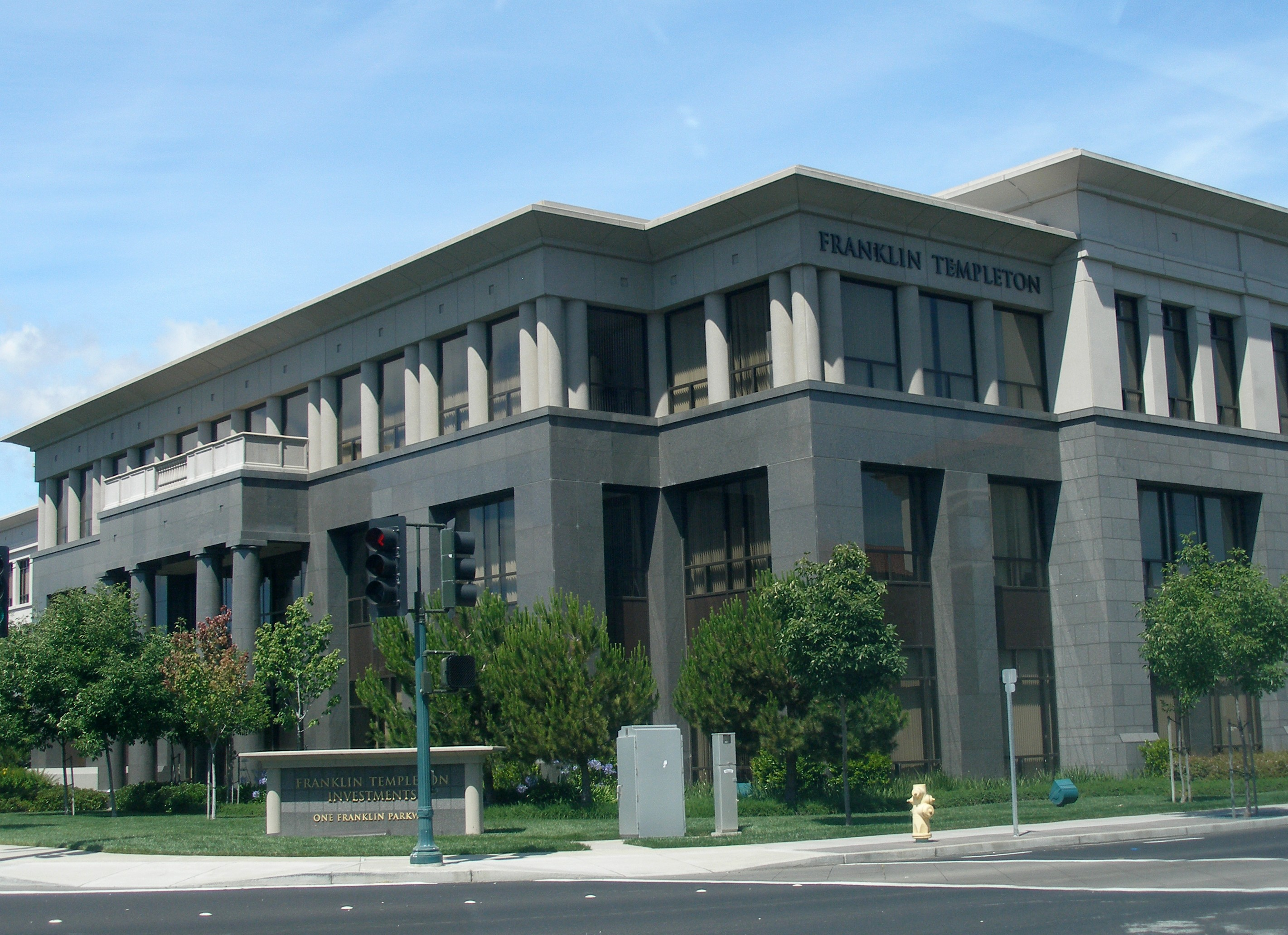
Офіс компанії

Franklin Templeton — холдинг США, який разом зі своїми дочірніми підприємствами називають Franklin Templeton Investments; глобальна інвестиційна компанія, одна з найбільших в США. Заснована в Нью-Йорку в 1947 як Franklin Distributors, Inc. Котирується на NYSE під символом BEN — на честь Бенджаміна Франкліна, яким захоплювався засновник компанії Руперт Джонсон старший. У 1973 штаб-квартира компанії переїхала з Нью-Йорка в Сан-Матео (Каліфорнія).

## Інвестиційна діяльність
Franklin Templeton Investments є однією з найбільших у світі груп з управління активами на суму, що перевищує US $ 844,7 млрд.

## Franklin Templetonі Україна
В 2013 році, коли в Україні почались серйозні проблеми в економіці, Franklin Templeton скупив державні облігації України, придбавши $ 5 млрд або 20 % зовнішнього боргу і став найбільшим приватним кредитором України. Зважаючи на економічні проблеми 1-доларові облігації були придбані по $ 0,80 з розрахунком на зростання економіки. В 2015 році, через збройну агресію Росії та воєнні дії цінні папери впали в ціні до $ 0,60 за 1-доларову облігацію. Як наслідок, Franklin Templeton, як і інші кредитори України, погодився на реструктуризацію зовнішнього боргу України в ході 6 місячних переговорів, які були завершені 27 серпня 2015.